# Haematopus finschi
Haematopus finschi és una garsa de mar, un ocell de la família dels hematopòdids (Haematopodidae) que habita llacs de l'interior de l'illa del Sud, a Nova Zelanda.
Aquesta espècie és considerada una subespècie de Haematopus ostralegus a la classificació de HBC Alive 2017.